# Currala spinifrons
Genre
Espèce
Currala spinifrons, unique représentant du genre Currala, est une espèce d'opilions laniatores de la famille des Gonyleptidae.

## Distribution
Cette espèce est endémique du Minas Gerais au Brésil. Elle se rencontre vers Nova Lima, Ouro Preto et Belo Horizonte.

## Description
Le mâle syntype mesure 5,5 mm et la femelle syntype 6,5 mm.

## Publication originale
- Roewer, 1927 : « Brasilianische Opilioniden, gesammelt von Herrn Prof. Bresslau in Jahre 1914. » Abhandlungen der Senckenbergischen Naturforschenden Gesellschaft, vol. 40, no 3, p. 333-352.